# Виконт Уэверли

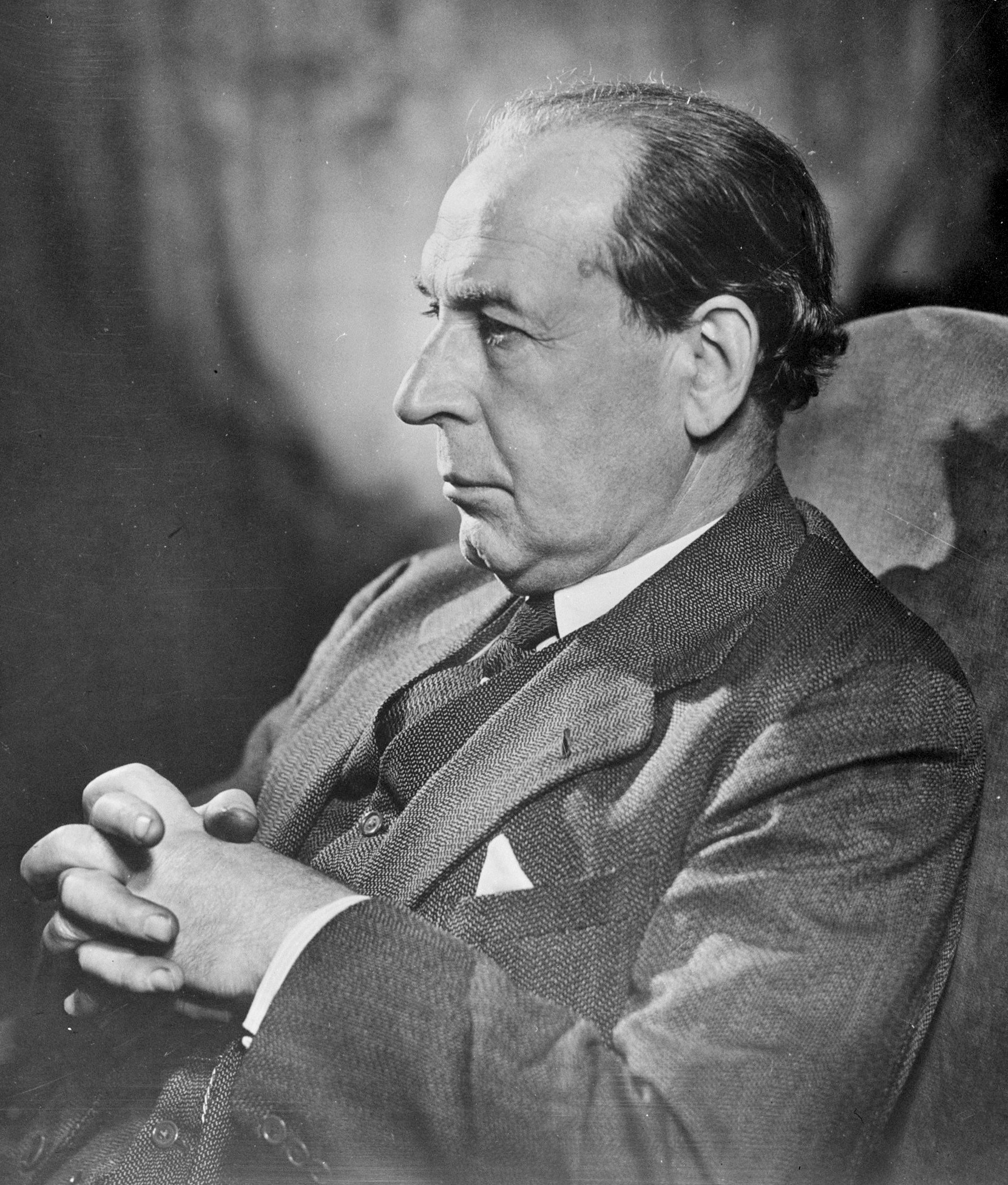
Джон Андерсон, 1-й виконт Уэверли (1882—1958)

Виконт Уэверли из Вестдина в графстве Суссекс — наследственный титул в системе Пэрства Соединённого королевства. Он был создан 28 января 1952 года для государственного служащего и политика, сэра Джона Андерсона (1882—1958). Он был губернатором Бенгалии (1932—1937), депутатом Палаты общин от Объединённых шотландских университетов (1938—1950), занимал должности лорда-хранителя Малой печати (1938—1939), министра внутренних дел (1939—1940), лорда-председателя Совета (1940—1943) и канцлера казначейства (1943—1945).
По состоянию на 2025 год носителем титула являлся его внук, Джон Десмонд Алистер Андерсон, 3-й виконт Уэверли (род. 1949), который сменил своего отца в 1990 году. Лорд Уэверли — один из 90 избранных наследственных пэров, которые сохранили свои места в Палате лордов после принятия Акта о Палате лордов 1999 года, принадлежит к независимым депутатам.

## Виконты Уэверли (1938)
- 1938—1958: Джон Андерсон, 1-й виконт Уэверли (8 июля 1882 — 4 января 1958), сын Дэвида Александра Андерсона (1855—1948);
- 1958—1990: Дэвид Пирсон Алистер Андерсон, 2-й виконт Уэверли (18 февраля 1911 — 21 февраля 1990), единственный сын предыдущего;
- 1990 — настоящее время: Джон Десмонд Форбес Андерсон, 3-й виконт Уэверли (род. 31 октября 1949), единственный сын предыдущего;
  - Наследник: Форбес Алистер Руперт Андерсон (род. 15 февраля 1996), единственный сын предыдущего.